# Boubacar Boris Diop
Boubacar Boris Diop (Dakar, 26 ottobre 1946) è uno scrittore senegalese.

## Biografia
Boubacar Boris Diop è autore di romanzi, saggi ed opere teatrali. È stato direttore del quotidiano "Le Matin". Scrive in francese e in wolof, la principale lingua parlata in Senegal. In Italia è stato pubblicato "Murambi, il libro delle ossa (E/O), risultato dal progetto “Rwanda: écrire par devoire de mémoire” a cui Diop ha partecipato con altri nove intellettuali africani, allo scopo di raccogliere materiale sul genocidio del 1994.
Nel 2021 è stato insignito del prestigioso Neustadt International Prize for Literature.

## Opere

### Romanzi
- (FR)  Le Temps de Tamango, Parigi, L'Harmattan, 1981, coll. Encres noires. Re-edizione: Parigi, Le Serpent à Plumes, 2002, coll. Motifs
- (FR)  Les Tambours de la mémoire, Parigi, L'Harmattan, 1991, coll. Encres noires (Gran premio della Repubblica del Senegal per le lettere)
- (FR)  Les Traces de la meute, Parigi, L'Harmattan, 1993, coll. Encres noires
- (FR)  Le Cavalier et son ombre, Parigi, Stock, 1997 (Premio Tropici)
- (FR)  Murambi, le livre des ossements, Parigi, Stock, 2000 (Edizione italiana Rwanda. Murambi. Il libro delle ossa (e/o 2004)
- (FR)  Doomi Golo, Dakar, Papyrus, 2003 (in wolof)
- (FR)  L'impossible innocence, Parigi, Edizioni P. Rey, 2004
- (FR)  Kaveena, Parigi, Edizioni Philippe Rey, 2006
- (FR)  Les petits de la guenon, Parigi, Edizioni Philippe Rey, 2009 (traduzione di Doomi Golo ad opera dello stesso Boubacar Boris Diop)

### Teatro
- (FR)  Thiaroye, terre rouge, Parigi, Edizioni L'Harmattan, 1990

### Testi politici
- (FR)  Négrophobie, con Odile Tobner e François-Xavier Verschave Les arènes, 2005
- (FR)  L'Afrique au-delà du miroir, Edizioni Philipe Rey, Parigi, 2007